# Paraíso (kommun i Brasilien, São Paulo, lat -21,01, long -48,77)
Paraíso är en kommun i Brasilien.   Den ligger i delstaten São Paulo, i den sydöstra delen av landet, 600 km söder om huvudstaden Brasília. Antalet invånare är 5 907.
Följande samhällen finns i Paraíso:
- Paraíso

Trakten runt Paraíso består till största delen av jordbruksmark. Runt Paraíso är det ganska glesbefolkat, med 39 invånare per kvadratkilometer.